# Gert Georg Wagner

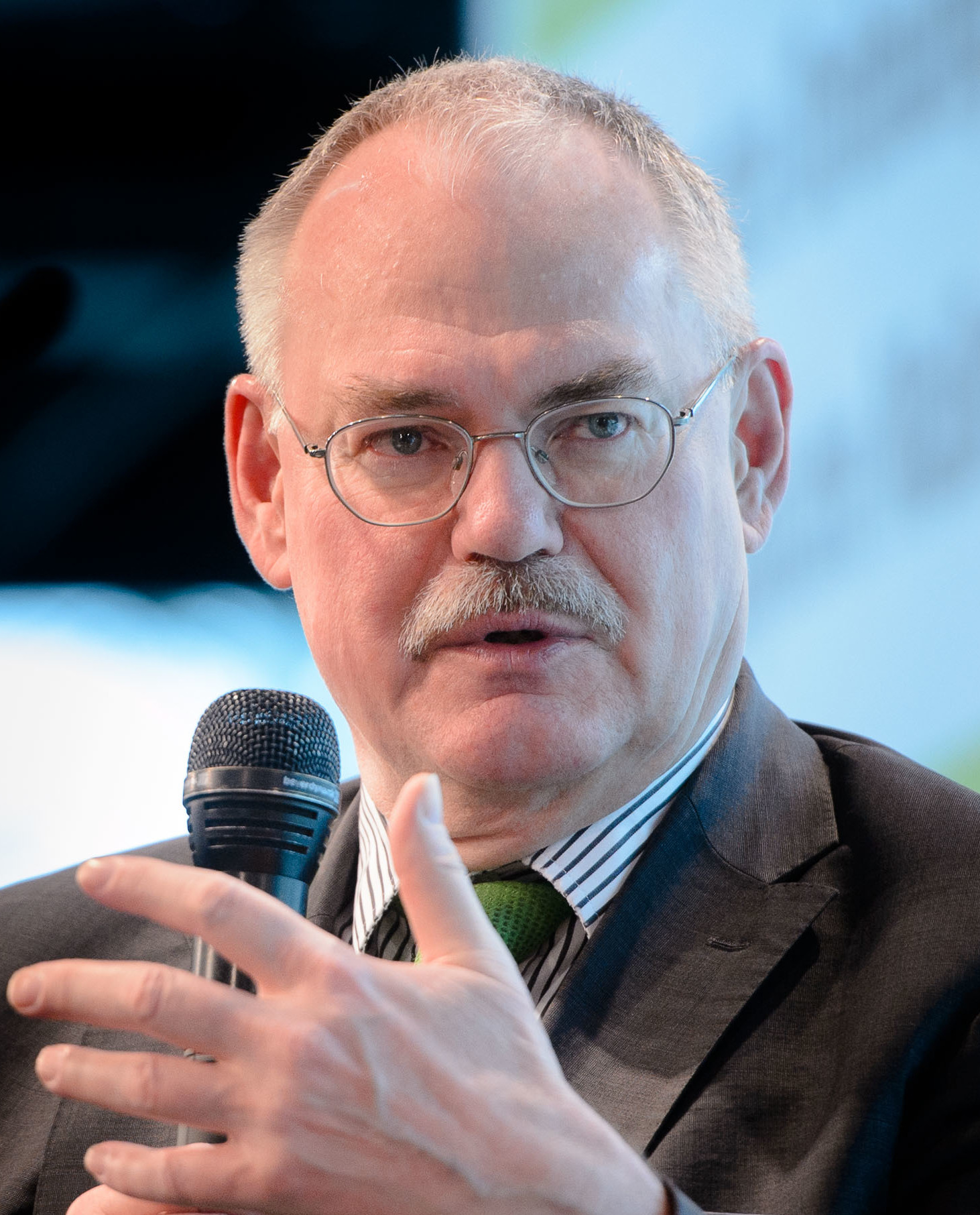
Gert Georg Wagner, 2015

Gert Georg Wagner (* 5. Januar 1953 in Kelsterbach; † 28. Januar 2024) war ein deutscher Wirtschafts- und Sozialwissenschaftler. Er war Fellow am Max-Planck-Institut für Bildungsforschung in Berlin und Research Associate am Alexander von Humboldt Institut für Internet und Gesellschaft. Von 2011 bis 2017 war er Vorstandsmitglied und von Februar 2011 bis Februar 2013 Vorstandsvorsitzender am Deutschen Institut für Wirtschaftsforschung, zuletzt dort Senior Research Fellow.

## Leben
Gert Wagner wurde nach dem Studium der Volkswirtschaftslehre und Soziologie in Frankfurt am Main 1984 an der Technischen Universität Berlin zum Dr. rer. oec. promoviert, wo er sich im Jahr 1992 auch habilitierte.
Am Deutschen Institut für Wirtschaftsforschung war er von 1989 bis 2011 für eine der weltweit größten und meistgenutzten Längsschnittstudien verantwortlich, das Sozio-oekonomische Panel (SOEP).
Nach kurzer Zeit als Privatdozent in Berlin war Wagner bis 1997 Professor für Sozialpolitik und öffentliche Wirtschaft an der Ruhr-Universität Bochum. Von hier folgte er – bei Ablehnung eines Rufs nach Göttingen – einem Ruf an die Europa-Universität Viadrina in Frankfurt (Oder) bis 2002, unterbrochen von Gastprofessuren an der Cornell University und der American University in Washington, D.C. Von 2002 bis 2018 war Gert G. Wagner Professor für Volkswirtschaftslehre an der Fakultät VII der Technischen Universität Berlin und seit 2008 Max-Planck-Fellow am Max-Planck-Institut für Bildungsforschung (MPIB) in Berlin. Im akademischen Jahr 2008/2009 lehrte er als Fellow am Max-Weber-Kolleg in Erfurt.
Von Februar 2002 bis Januar 2008 war Gert Wagner Mitglied des vom Bundespräsidenten ernannten Wissenschaftsrates, der die Bundesregierung und die Bundesländer zu Fragen der Entwicklung der Hochschulen, der Wissenschaft und der Forschung sowie des Hochschulbaus berät. Er war außerdem Mitglied der Rürup-Kommission.
Von 2004 bis 2010 war Wagner Vorsitzender der „Kammer für Soziale Ordnung“ der Evangelischen Kirche in Deutschland (ehrenamtlich). Er gehörte außerdem der Enquete-Kommission „Wachstum, Wohlstand, Lebensqualität“ des Deutschen Bundestages an.
Nach dem Rücktritt von Klaus F. Zimmermann wurde er am 11. Februar 2011 in den Vorstand des Deutschen Instituts für Wirtschaftsforschung berufen, dessen Vorstandsvorsitzender („Präsident“) er bis zum Abschluss der Evaluation des Instituts im Januar 2013 war.
Im April 2011 war er einer der Empfänger der Negativauszeichnung Big Brother Awards für 2010. Kritisiert wurde er als Vorsitzender der Zensuskommission der Bundesregierung stellvertretend für alle Beteiligten am Zensus 2011, der in das Recht auf informationelle Selbstbestimmung eingreife. Wagner war der einzige der mit dem „Big Brother Award“ Ausgezeichneten, der persönlich bei der Verleihung erschien.
Wagner sah in der christlichen Religion einen Auftrag zur Lösung sozialer Probleme.

### Privates
Wagner heiratete 1988. Er hatte zwei Kinder. Gert Georg Wagner verstarb am 28. Januar 2024 im Alter von 71 Jahren.

## Gremientätigkeiten
- 1983–1988: Geschäftsführung Sonderforschungsbereich 3 der Universitäten Mannheim und Frankfurt am Main
- 1988–1995: Verantwortlicher für den Forschungsschwerpunkt „Ökonomische Lage und soziale Sicherung“ der Berliner Altersstudie
- seit 2001: Mitglied des Statistischen Beirats beim Statistischen Bundesamt
- 2002–2008: Mitglied des Wissenschaftsrates
- 2003 Gründungsmitglied der Keynes-Gesellschaft
- 2004–2007; seit 2009:[6] Vorsitzender des Rats für Sozial- und Wirtschaftsdaten
- seit 2002; 2004–2010: Vorsitzender der Kammer für soziale Ordnung der Evangelischen Kirche in Deutschland
- 2007–2011: Mitglied des „Research Ressources Boards“ des „Economic and Social Research Council“ im Vereinigten Königreich
- 2000–2016: Mitherausgeber von Schmollers Jahrbuch[7]
- seit 2007: Mitglied des wissenschaftlichen Beirats der wirtschaftspolitischen Fachzeitschrift Wirtschaftsdienst[8] ISSN 0043-6275.
- 2011–2017: Vorstandsmitglied des Deutschen Instituts für Wirtschaftsforschung[9]
- 2011–2013: Vorstandsvorsitzender („Präsident“) des Deutschen Instituts für Wirtschaftsforschung[10]
- seit 2013: Mitglied der Brandenburgischen Mindestlohnkommission[11]
- seit März 2014: Vorsitzender des Sozialbeirats[12]
- seit 2014: Mitglied der Deutschen Akademie der Technikwissenschaften (Acatech)[13]
- seit 2014: Mitglied im Sachverständigenrat für Verbraucherfragen[14]
- seit 2018: Mitglied in der von der Bundesregierung eingesetzten Rentenkommission „Verlässlicher Generationenvertrag“[15]

## Ehrungen und Auszeichnungen
- 2008 Verdienstkreuz am Bande des Verdienstordens der Bundesrepublik Deutschland[16]
- 2018 Ehrendoktorwürde der Universität zu Köln[17]
- 2018 Bundesverdienstkreuz 1. Klasse[18]
- 2022 Fellow der Association for Psychological Science (APS)[19]

## Festschrift
- Marcel Erlinghagen, Karsten Hank, Michaela Kreyenfeld (Hrsg.): Innovation und Wissenstransfer in der empirischen Sozial- und Verhaltensforschung, Campus Verlag, Frankfurt 2018, ISBN 978-3-593-50867-2.